# Асклепион (Епидавър)
Асклепионът в Епидавър е древногръцко светилище на Асклепий, разположено сред малка равнина, напоявана от лечебни извори в полите на планината Кинортион на полуостров Пелопонес, Гърция.
В светилището на Асклепий (Асклепион) се стичат за изцеление хора от всички краища на Древна Гърция. Хората, търсещи изцеление, преспиват в специални спални помещения, където в съня им самият бог Асклепий ги съветва какво точно трябва да направят, за да си възстановят здравето. В близост до Епидавър се намират минерални извори, които вероятно също се използват за лечение.
Асклепий, най-важният бог-лечител в древността донася благоденствие на светилището, като през 4 век пр.н.е. и 3 век пр.н.е. то се разраства с множество монументални сгради. Славата и просперитетът на светилището продължават през целия елинистичен период. През 87 година пр.н.е. светилището е плячкосано от римския военачалник Луций Корнелий Сула, а през 67 година пр.н.е. е ограбено от пирати. През 2 век светилището е отново в подем под римско владение, но през 395 година е превзето от готите.
Даже след навлизането на християнството и замлъкването на оракулите, светилището в Епидавър е много известно до средата на 5 век, но вече като християнски целебен център.

## Театърът
Благодарение на многото поклонници, търсещи изцеление в Асклепиона, в Епидавър са построени и много други обществени сгради, например огромният театър, възхитил древния пътешественик Павзаний с неговата симетрия и красота. Театърът е използван за драматични представления, за церемониални пиршества, за къпане и за състезания по борба. Театърът е създаден по проект на Поликлет Млади (син на Поликлет Стари) през 4 век пр.н.е. Първоначалните 34 реда за зрителите са увеличени с още 21 по римско време. Обичайно за гръцките театри (и противно на римските) е, че при тях се отваря прекрасна гледка зад сцената, неразделна част от самия театрален комплекс, която не трябвало да бъде скривана.
Театърът възхищава със своята акустика, която позволява почти идеална чуваемост без усилватели на всяка произнесена дума от сцената до всичките 15 000 зрители, без значение на тяхното място. 